# Женевски университет
Женевският университет (на френски: Université de Genève; на латински: Schola Genevensis) е обществен изследователски университет, разположен в Женева, Швейцария. Основан е през 1559 г. от Жан Калвин, като теологическа семинария и училище по право. Фокусът върху теологията си остава и през целия XVII век, когато бъдещият университет става един от центровете на Просвещението. През 1873 г. официално става светско висше училище. Днес по брой на студентите си университетът е вторият по големина в Швейцария. През 2009 г. Женевският университет чества 450-а годишнина от основаването си.

## Галерия
- Централна университетска библиотека
- Вила Мойние, Институт за международни отношения
- Uni Mail
- Дом на мира

## Рейтинги

### Общи рейтинги
През 2012 г. Женевският университет е поставен на 69-о място сред университетите в целия свят според Shanghai Ranking, на 74-то в света според QS ranking и на 133-то според класирането на Таймс.
Според QS World University Rankings Женевският университет заема следните места през последните години:
| Година | В Швейцария | В Европа | В света |
| ------ | ----------- | -------- | ------- |
| 2012   | –           | –        | 74-то   |
| 2011   | –           | –        | 69-о    |

Times Higher Education World University Rankings класира Женевския университет през последните години така:
| Година      | В Швейцария | В Европа | В света |
| ----------- | ----------- | -------- | ------- |
| 2012 – 2013 | 5-о         | 52-ро    | 133-то  |
| 2011 – 2012 | 7-о         | 46-о     | 116-о   |
| 2010 – 2011 | 5-о         | 34-то    | 118-о   |

### Рейтинги в отделни научни области
В областта на молекулярната биология Женевският университет е поставен от „Таймс“ на 4-то място в Европа за периода 1999 – 2009 г., веднага след Оксфордския университет. В областта на физиката университетът заема 6-о място в същата класация.
Според класацията QS за 2013 г. по научни области Женевският университет заема 21-во място в областта на фармацията и 49-о място в областта на философията. Във всички научни области университетът попада сред първите 200 в света.

## Нобелови лауреати, свързани с университета
| Година | Научна област | Лауреат         |
| ------ | ------------- | --------------- |
| 1933   | Мир           | Норман Ейнджъл  |
| 1957   | Медицина      | Даниел Бове     |
| 1974   | Икономика     | Гунар Мюрдал    |
| 1978   | Медицина      | Вернер Арбер    |
| 1984   | Медицина      | Нилс Кай Жерн   |
| 1988   | Икономика     | Морис Але       |
| 1992   | Медицина      | Едмънд Фишър    |
| 1994   | Медицина      | Мартин Родбел   |
| 2000   | Химия         | Алън Джей Хигър |
| 2001   | Мир           | Кофи Анан       |

## Известни личности
Преподаватели
- Ролан Барт (1915 – 1980)
- Ив Бонфоа (1923 – 2016)
- Мишел Бютор (1926 – 2016)
- Едуар Клапаред (1873 – 1940)
- Теодор Флурноа (1854 – 1920)
- Ханс Келзен (1881 – 1973)
- Робърт Мъндел (1932-)
- Дъглас Норт (1920 – 2015)
- Жан Пиаже (1896 – 1980)
- Дени дьо Ружмон (1906 – 1985)
- Жан Русе (1910 – 2002)
- Фердинанд дьо Сосюр (1857 – 1913)
- Клаус Шваб (1938-)
- Жан Старобински (1920 – 2019)
- Джордж Стайнър (1929 – 2020)
- Жан Циглер (1934-)

Възпитаници
- Емануеле Филиберто
- Норман Ейнджъл
- Кофи Анан
- Жозе Мануел Барозо
- Маноло Бланик
- Рут Драйфус
- Иън Флеминг
- Айше Афет Инан
- Зигмунт Крашински
- Серж Московичи
- Клод Николие